# Église Notre-Dame de Quilly
Pour les articles homonymes, voir Église Notre-Dame.
L'église Notre-Dame de Quilly est un édifice catholique qui se dresse sur le territoire de la commune française de Bretteville-sur-Laize, dans le département du Calvados, en région Normandie.
L'église est partiellement classée aux monuments historiques.

## Localisation
L'église est située au nord-est du bourg de Bretteville-sur-Laize, sur le territoire de l'ancienne commune de Quilly, dans le département français du Calvados.

## Description
L'église arbore une longue flèche de pierre pyramidale avec une lucarne sur chacune de ses faces.

## Protection aux monuments historiques
Le clocher avec sa flèche sont classés au titre des monuments historiques par arrêté du 30 mai 1921.